# Pagar Alam
Pagar Alam (ook Pagaralam) is een stadsgemeente (kota) in de provincie Zuid-Sumatra (Sumatra Selatan), op Sumatra, Indonesië. De stad heeft 118.904 inwoners (2003) en heeft een oppervlakte van 633,7 km².
Pagar Alam wordt geheel omringd door het regentschap Lahat, waar het tot 2001 deel van uitmaakte. De stad ligt aan de voet van de berg Dempo (Gunung Dempo).
De stad is onderverdeeld in 5 onderdistricten (kecamatan):
- Dempo Selatan
- Dempo Tengah
- Dempo Utara
- Pagar Alam Selatan
- Pagar Alam Utara